# Solva binghami
Solva binghami är en tvåvingeart som beskrevs av Günther Enderlein 1921. Solva binghami ingår i släktet Solva och familjen lövträdsflugor. Inga underarter finns listade i Catalogue of Life.